# 大衡城
大衡城（おおひらじょう）は、宮城県黒川郡大衡村塩浪にあった日本の城（平山城）。別名越路舘。城跡は大衡城跡公園として整備されている。

## 概要
大衡村中央部の国道4号線および善川沿いの東側の高台で、船形山や大衡村・大和町の市街地を見渡せる絶景スポットに建つ大衡城は、「大衡城跡」、「大衡城跡公園」、「大衡城青少年交流館」、「大衡村の民俗資料館」と4つの意味のうちのどれか、もしくは複数の意味で呼ばれる。遺跡としては本来の大衡城の城跡としての意味がある。大手口は南側に存在していた。廃城の後に、城址公園として整備された。また、天守を模して造った建物は、大衡城青少年交流館で、民俗資料館として利用されている。公園及び周辺はソメイヨシノの名所として親しまれている。

## 沿革
- 1544年（天文13年）黒川氏開祖の下草城主[3]だった黒川景氏の次子で治部大輔[4]の大衡宗氏が築城した。黒川郡大衡村塩浪にあって、越路舘（越路館）または、塩浪館（塩浪館）ともいわれていた。
- 1590年（天正18年）室町時代[5]中期より数世間、黒川郡北方の鎮に任じたが、大衡宗氏の子・大衡氏胤のとき、葛西大崎一揆で豊臣秀吉の奥州仕置によって所領を没収され滅亡した。
- 以後、伊達政宗の所領になり、のちに廃城に帰した。延宝年中幕府に提出した仙台領古城書上に本丸東西38間（約68メートル）、同郭長さ102間（約184メートル）、横12間、二之郭長さ65間（約117メートル）、横15間、本丸北方隠居舘東西25間、南北12間とあった[6]。
- 1968年（昭和43年）10月 本丸跡が城址公園として整備された。

## 現在の建物
大衡城青少年交流館は、地区子供会の研修・村内外各種団体の会議・企業の研修等に、宿泊でも日帰りでも利用できる。民俗資料展示室では、大衡村の歴史・昔の農具などを見ることができ、開館時間：9:00 - 16:30で、入場無料である。
- 事業主体= 大衡村
- 管理運営= 万葉まちづくりセンター
- 所在地郵便番号= 981-3602
- 所在地= 宮城県黒川郡大衡村大衡字塩浪4-2
- 公式サイト=公式サイト・万葉まちづくりセンター

## アクセス
- 東北自動車道大衡ICから車で約10分
- 東北自動車道大和ICから車で約10分 
  - 駐車場 無料

## 周辺・近隣施設等
- 大衡八幡神社
- 七ツ森
- 昭和万葉の森
- 万葉クリエートパーク
- 達居森と湖畔自然公園
- 牛野ダム